# Let It Be Known
| Críticas profissionais | Críticas profissionais |
| Avaliações da crítica  | Avaliações da crítica  |
| Fonte                  | Avaliação              |
| ---------------------- | ---------------------- |
| Allmusic               | [ 1 ]                  |

Let It Be Known é o EP de estreia de sete faixas do rapper Spice 1. Chegou ao número 69 na parada Billboard Top R&B/Hip-Hop Albums. O álbum foi produzido inteiramente por Ant Banks.

## Lista de faixas
1. "Ghetto Thang"
2. "Let It Be Known"
3. "187 Proof (Part 1)"
4. "1-900-S.P.I.C.E."
5. "In My Neighborhood"
6. "Break Yourself" (featuring MC Ant)
7. "City Streets"

## Histórico nas paradas
| Parada (1991)                         | Melhor posição |
| ------------------------------------- | -------------- |
| U.S. Billboard Top R&B/Hip-Hop Albums | 69             |